# Jordi Comellas
Jordi Comellas (Manresa, Barcelona) es un músico, historiador y paleógrafo español, especializado en la Edad Media, en la viola da gamba y en música antigua.

## Biografía
Nace en Manresa (Barcelona). Comienza sus estudios de música en Mataró, con Lluís Carbó. Estudió violonchelo en un principio, pero al descubrir la existencia de la música antigua decidió dedicarse a la viola de gamba. Continua sus estudios musicales en los conservatorios de Madrid y Barcelona, bajo la supervisión de Pere Ros. Amplía sus estudios musicales de viola de gamba en Roma con Paolo Pandolfo. Al mismo tiempo obtuvo la licenciatura en Grado de Historia Medieval y Paleografía en la Universidad de Barcelona.
Su actividad profesional comienza con tan solo 18 años, como miembro desde su fundación del Trío Unda Maris (1984). Esta agrupación adquirió gran renombre durante la década de los 90, tras haber sido galardonado en la Muestra Nacional de música de cámara (1989). 
Amplía sus estudios musicales con intérpretes internacionales de la viola de gamba tan renombrados como Guido Balestracci, Wieland Kuijken, Vittorio Ghielmi, Jakob Lindberg, Gabriel Garrido y Josep Pons; sin dejar de lado su carrera concertística.
Más recientemente fundó el grupo Hippocampus junto con Rachel Elliott, Kerstin Linder-Dewan y Alberto Martínez Molina. También forma parte del consort de violas L’Amoroso, dirigido por Guido Balestracci.
En la actualidad compagina su carrera profesional con la docencia, como profesor de viola de gamba del conservatorio de San Lorenzo de El Escorial (Madrid). Además Jordi Comellas ha escrito artículos y realizado conferencias sobre música antigua en general y viola de gamba en particular (como por ejemplo en las jornadas dedicadas a la viola de gamba en Sevilla, mayo de 2007).

## Actividad musical
Puede decirse que su primera incursión profesional en el panorama de la música antigua fue con el Trío ‘Unda Maris’ con quien ha grabado un CD con música de Antonio de Cabezón. 
Mientras ampliaba sus estudios de viola de gamba en Italia, fue invitado a participar con músicos y agrupaciones de renombre: 
Ingresó en Capella de Ministrers (dirigida por Carles Magraner), del cual ahora es miembro habitual. Trabaja a dúo con el laudista alemán Andreas Martin. Ha colaborado con músicos y grupos como Magdalena Kotzenâ, Mara Galassi, Ottavio Dantone, Jaap Schröder, Paul Leenhouts, Lorentz Duchsmitz, José Miguel Moreno, Joan Enric Lluna, Edmon Colomer, Armónico Tributo Austria, Orphenica Lyra, Camerata Iberia etc. 	
Ha realizado conciertos por toda Europa, África y América en espacios y auditorios importantes (Fenton House y el Stationers Hall de Londres, Metropolitan Museum y catedral de San Patricio de Nueva York, Sala Enesco de Bucarest, Auditorio Stravinski de Montreux, Auditorium Olivier Messiaen de Radio France de París, Chapelle de la Trinité de Lyon, Teatro Reggio de Turín, Academia de Santa Cecilia de Roma, Gemäldegalerie de Berlín, Conde-Duque de Madrid, Palacio de la Música de Valencia y Barcelona, auditorios sinfónicos de Granada y Cuenca, Palazzo Ducale de Urbino, etc). 
Ha participado en festivales internacionales como los de Granada, Santander, Semana de Música Religiosa de Cuenca, Festival de Música Antigua de Barcelona, Festival de música sacra de Fez, Festival de Música Antigua de Berlín, Festival de música antigua de Utrecht, Festival de Música Antigua de Lyon, Festival de verano de Torroella de Montgrí, Festival Castell de Perelada, etc.
En 2003 compuso e interpretó la música incidental de la obra Café de la Marina, dirigida por Rafael Durán en el Teatre Nacional de Catalunya.
Ha participado en el espectáculo dirigido por Bigas Luna "Las Comedias Bárbaras" de Valle-Inclán en la Bienal de Valencia de 2003.
Como miembro del Trío Unda Maris, es organizador de la Setmana de Música Antiga de Mataró.

## Discografía
Ha grabado cerca de treinta discos compactos, algunos de ellos premiados con los más valorados galardones (Diapason d'Or, Choc de la Musique, 5 estrellas de Goldberg Magazine, FF de Telerama, etc.). 
1. Antonio de Cabezón, Trio Unda Maris. 
2. Miguel Navarro, Música en la Catedral de Pamplona. 
3. Música Catalana D'ars subtilior, In Canto Ensemble. 
4. Drames Litúrgics de la Catalunya Medieval, Capella de música de Santa Maria del Mar.
5. Bella de Vos Som Amorós, Capella Virelai, La mà de guido.
6. Millenium, Vihuelas de Arco, Millenium, DAHIZ Produccions.
7. Joan I Josep Pla, Triosonatas, Barcelona Consort.
8. Consonanze Stravaganzi, L’Amoroso.
9. Seconde Stravaganza, l’Amoroso.
10. Nunca Fue Pena Mayor, Música religiosa en torno al Papa Alejandro VI, Capella de Ministrers.
11. Plaser y Gasajo, Música cortesana en tiempos del Papa Alejandro VI, Capella de Ministrers.
12. Duos del Cançoner del Duc de Calàbria, In Canto Ensemble.
13. La Época Dorada del Villancico, Cancionero musical del Duque de Calabria, Capilla Virelai.
14. Antonio Vivaldi: opus 111.
15. El Libre Vermell de Montserrat, Capella de Ministrers.
16. Iudicium Signum, Capella de Ministrers.
17. Misteri D'Elx, La Vespra. Capella de Ministrers.
18. Misteri D'Elx, La Festa, Capella de Ministrers.
19. Cancionero de Palacio, Capella de Ministrers.
20. La Harpe de Melodie, Música en tiempos de Benedicto XIII, el Papa Luna. Capella de Ministrers.
21. Johan Philipp Krieger, XII Suonate á Doi, Violino e Viola Da Gamba, Opera Seconda, Nuremberg 1693. Vol.I., Hippocampus. 
22. Les Goûts Rèunis, música de Telemann, Johann Sebastian Bach y Carl Philipp Emmanuel Bach. Jaap Schröder, Hippocampus. 
23. Tomás Luis de Victoria, Officium Defunctorum, Capella de Ministrers, Carles Magraner.
24. Borgia, Capella de Ministrers, Carles Magraner.
25. Tempus Fugit, disco recopilatorio de los XX años de Capella de Ministrers, Capella de Ministrers, Carles Magraner. 
26. La Spagna, Capella de Ministrers, Carles Magraner. 
27. John Dowland, Lachrimae, Seven Teares, Capella de Ministrers.